# 隔離島 (小說)
《隔離島》（英語：Shutter Island）是丹尼斯·勒翰所寫的暢銷小說，2003年4月由哈珀科林斯出版集團出版。改編電影於2010年2月上映。勒翰表示他寫小說是向哥德設定、B級片和低俗致敬。他形容該小說是勃朗特三姊妹與1956年電影《天外魔花》的混合作品。他組織該書比他上一本《神祕河流》較為緊湊。
波士頓灣長島上的醫院和場地啟發了勒翰創作小說內的醫院和島嶼。勒翰曾在小孩時期於1978年暴風雪期間與他叔叔和家人參觀該處。

## 情节
1954年，二战中参加了达豪屠殺的老兵，美国法警爱德华·“泰迪”·丹尼尔斯和他的新搭档查克·奥尔乘坐渡船前往禁闭岛，那里是阿什克利夫精神病罪犯医院的所在地，他们要调查一名因溺死三个孩子而被监禁并受到严密监视，名叫瑞秋·索兰多的病人的失踪案。在瑞秋的牢房里，泰迪和查克发现了一份密码，泰迪破解了这份密码。他认为密码指向第67位病人，但院方记录显示院内只有66位病人。泰迪还想趁机为妻子多洛雷斯的死报仇，她两年前被一个叫安德鲁·莱迪斯的人谋杀，他认为这个男人也是阿什克利夫医院的病人。
飓风卡罗尔袭击达豪岛后，泰迪和查克调查了C病房，泰迪认为政府正在这里进行精神药物实验。在C病房与查克分开期间，泰迪遇到了乔治·诺伊斯，这个病人说一切都是为他精心设计的游戏，他的搭档查克不值得信任。当泰迪和查克回到医院主区时，他们又分开了。泰迪发现一名在一处海蚀洞中躲雨的女子，声称她是真正的雷切尔·索兰多。她告诉泰迪，她实际上曾经是阿什克利夫的一名精神病医生，在发现了医院内进行的非法人体实验后，她便被当作病人监禁。现在她逃出来了，并一直躲在岛上的不同地方。她告诉他要小心院方给他提供的食物和香烟，因为这些其实都掺有精神药物。
从海蚀洞回到医院后，泰迪找不到查克，并被院长考利告知他其实没有搭档。他跑了出来并试图在一处灯塔营救查克，他认为实验就是在那里进行的。在灯塔的顶部，他只发现考利博士坐在办公桌前。考利告诉泰迪，他本人实际上是安德鲁·莱迪斯（爱德华·丹尼尔斯的字母重新排列组成），他因谋杀妻子多洛雷斯·香奈儿（雷切尔·索兰多的字母重新排列）而被关进禁闭岛两年，此前，多洛雷斯·香奈儿谋杀了他们的三个孩子。
安德鲁/泰迪拒绝相信这一点，并采取极端措施来反驳它，抓起他认为是枪的东西并试图射击考利博士；但武器是一把玩具水枪。查克随后进来，表明他实际上是安德鲁的心理医生莱斯特·希恩博士。他被告知，他所受的战斗训练，加上他的暴力史，使他成为一个极其危险的病人，对工作人员和其他病人都是如此。在监管委员会的压力下，考利博士和查克/希恩被允许进行这项实验性治疗，配合完成他所幻想出来的人格，并希望这个治疗方法能让他面对现实，另一种选择是接受脑白质切除术。
尽管院长拿出证据声称泰迪就是安德鲁，而院方第一次使用戏剧疗法试图治疗安德鲁，但泰迪/安德鲁仍然拒绝接受真相，并被带到C病区服用镇静剂后，他梦见了他所有家人去世前的几个月。由于他的固执酗酒，尽管周围的人（包括他的孩子）都警告过他，但他还是没有意识到多洛雷斯精神疾病的严重程度。有一天，他在离开两周之前忘记妥善存放了本来要给她治病的鸦片酊，回来后发现多洛雷斯在药物的影响下淹死了他们的孩子，而安德鲁悲痛下手枪走火误杀了妻子。
当他醒来发现考利和希恩在他身边时，他相信了自己确实是因妻子溺死孩子而杀妻，并且接受院长考利和医生希恩所说的那些事情。一天清晨希恩医生再次接近安德鲁，以确保他没有再次陷入幻觉。安德鲁虽然看起来很平静，但他又开始把希恩称作查克，并坚持要他们离开这个岛，让人无法确定是他的疾病复发，还是因为无法忍受失去家人的愧疚而故意想要接受脑白质切除术。小说至此结束。

## 改編作品

### 電影
小說被改編成電影，由馬田·史高西斯執導，里安納度·狄卡比奧飾演Teddy Daniels，麥克·雷法路飾演Chuck Aule，賓·京士利飾演Dr. Cawley，以及麥士·馮·西度Dr. Naehring。

### 有聲書
小說的哈珀科林斯有聲書版由大衛·史崔森朗讀。
小說的Audible有聲書版由Tom Stechschulte朗讀。

### 圖文小說
故事被重作成圖文小說，由William Morrow出版公司出版，Christian De Metter負責美術（ISBN 0-06-196857-9）。

## 外部連結
- Interview with Dennis Lehane about the graphic novel adaptation （页面存档备份，存于）